# Idioma albanés caucásico
El albanés caucásico (también conocido como aghwan, aluan o antiguo udí) es el idioma caucásico nororiental que hablaba la población de la Albania caucásica, hoy lengua muerta aunque los lingüistas creen que es la antecesora  del idioma Udí, que está en peligro de extinción. Se habló en el territorio que se extendía desde el actual sur de Daguestán hasta Azerbaiyán. Tenía su propio sistema de escritura, el alfabeto albanés caucásico que disponía de 52 letras.
El albanés caucásico posiblemente corresponda a la lengua "gargara" identificada por los historiadores armenios medievales.
Nótese que a pesar del nombre, el albanés caucásico no tiene relación lingüística alguna con el albanés de los Balcanes, una lengua indoeuropea moderna.

## Descubrimiento y desciframiento
La existencia de la literatura albanesa caucásica se conocía sólo indirectamente antes de finales del siglo XX. La Vida de Mashtots de Koryun, escrita en el siglo V pero que solo sobrevive en manuscritos corrompidos muy posteriores, y la Historia de los albaneses caucásicos de Movses Kaghankatvatsi, escrita en el siglo X, atribuyen la conversión de los albaneses caucásicos al cristianismo a dos misioneros, Enoch y Dana, y la creación del alfabeto albanés caucásico al erudito armenio Mesrop Mashtots. Un tal obispo Jeremiah luego tradujo la Biblia  a su idioma. Ya en 1977 se sabía que "nada de esta versión ha sobrevivido".
En 1996, Zaza Aleksidze del Centro de Manuscritos en Tiflis, Georgia, descubrió un palimpsesto en el Monasterio de Santa Catalina en el Monte Sinaí, Egipto, con una escritura desconocida. Consiguió identificar el alfabeto como albanés caucásico, e identificó el manuscrito como un leccionario cristiano primitivo de aproximadamente el siglo V o VI. Este podría ser el leccionario más antiguo existente en la religión cristiana.
Luego, los lingüistas Jost Gippert y Wolfgang Schulze se involucraron con el alfabeto albanés caucásico. Se utilizó un equipo de rayos X especializado que permitió leer los textos del palimpsesto albanés caucásico en su totalidad. Una lista de nombres de meses en albanés del Cáucaso, que sobrevivió en varios manuscritos medievales, dio una de las pistas sobre el idioma.  En 2017, se descubrieron dos textos adicionales de albanés caucásico en el monasterio de Santa Catalina. El texto original de los palimpsestos se borró entre los siglos IV y XII.

## Textos
El texto descifrado del leccionario incluye extractos de la Biblia hebrea ( Salmos e Isaías) y del Nuevo Testamento ( Hechos de los Apóstoles, los evangelios de Mateo, Marcos y Lucas, y las epístolas de Romanos, 1 Corintios, 2 Corintios, Gálatas, Efesios, 1 Tesalonicenses, 2 Tesalonicenses, 1 Timoteo, 2 Timoteo, Hebreos, 2 Pedro, 1 Juan y Santiago). También se encontró texto del Evangelio según San Juan, separado del leccionario. Su texto resultó mucho más difícil de recuperar y en algunas páginas solo puede ser identificado por los cánones eusebianos al pie de la página. Este era probablemente un evangelio completo originalmente,  y es posible que la Biblia entera fuera traducida al albanés caucásico. 
La traducción de la Biblia al albanés caucásico se basa principalmente en traducciones del armenio antiguo, pero se desvía del texto armenio conocido en varios puntos, lo que sugiere que la original griega y posiblemente la georgiana y la siríaca también se utilizaron como fuentes.
Aparte de los palimpsestos albaneses caucásicos mantenidos en el monte. Sinaí, las muestras más famosas de inscripciones en albanés caucásico se encontraron en 1949 durante las excavaciones en la región de Mingachevir, Azerbaiyán. Entre las palabras conocidas del albanés caucásico se encuentran zow (yo), own (y) y avel-om (mucho, forma ordinal).

## Fonología
|                    |                    | Oclusiva | Oclusiva | Oclusiva | Fricativa | Fricativa | Africada | Africada | Africada | Aproximante | Nasal | Vibrante |
| Sorda              | Sonora             | Eyectiva | Sorda    | Sonora   | Sorda     | Sonora    | Eyectiva |          |          | Aproximante | Nasal | Vibrante |
| ------------------ | ------------------ | -------- | -------- | -------- | --------- | --------- | -------- | -------- | -------- | ----------- | ----- | -------- |
| Bilabial           | Bilabial           | p        | B        | p'       |           |           |          |          |          |             | m     |          |
| Labiodental        | Labiodental        |          |          |          | f         | v         |          |          |          |             |       |          |
| Alveolar           | Regular            | t        | d        | t '      | s         | z         | ts       | dz       | ts '     | l           | n     | r        |
| Alveolar           | Palatalizado       | dʲ       |          | tʲ '     |           |           |          | dzʲ      |          | lʲ          | nʲ    |          |
| Alveolar posterior | Alveolar posterior |          |          |          | ʃ         | ʒ         | tʃ       | dʒ       | tʃ '     |             |       |          |
| Alveopalatino      | Alveopalatino      |          |          |          | ɕ         | ʑ         | tɕ       | dʑ       | tɕ '     |             |       |          |
| Palatal            | Palatal            |          |          |          |           |           |          |          |          | j           |       |          |
| Velar              | Velar              | k        | g        | k '      | x         | ɣ         |          |          |          |             |       |          |
| Velar labializado  | Velar labializado  |          |          |          |           |           |          |          |          | w           |       |          |
| Uvular             | Uvular             | q        |          | q '      | χ         |           |          |          |          |             |       |          |
| Fáringeo           | Fáringeo           |          |          |          |           | ʕ         |          |          |          |             |       |          |
| Glottal            | Glottal            |          |          |          | h         |           |          |          |          |             |       |          |